# Hypenia macrosiphon
Hypenia macrosiphon là một loài thực vật có hoa trong họ Hoa môi. Loài này được (Briq.) Harley mô tả khoa học đầu tiên năm 1988.